# Latakia
Latakia (arab. ‏اللاذقية‎, Al-Lazikijja; łac. Laodicea ad Mare) – jedno z ważniejszych miast portowych w Syrii, ok. 554 000 mieszkańców.

## Historia
Miasto założone na przełomie IV i III wieku p.n.e. (jako Laodycea), leży w północno-zachodniej Syrii, nad Morzem Śródziemnym w muhafazie Latakia.
W Latakii żył Karol Brzozowski.

### Sandżak Latakii

Flaga Sandżaku Latakii

Po utworzeniu francuskiego mandatu w Syrii 2 września 1920 wydzielono autonomiczny region dla alawitów – Państwo Alawitów. 22 września 1930 utworzono niezależny od rządu w Damaszku Sandżak Latakii. Na mocy francusko-syryjskiego porozumienia z 1936 Latakia została włączona do Syrii. W 1939 francuskie władze kolonialne ponownie odłączyły Latakię od Syrii. Po uzyskaniu przez Syrię niepodległości w 1943, Latakia została w 1944 ponownie do niej włączona.

## Miasta partnerskie
- Susa, Tunezja
- Mersin, Turcja
- Konstanca, Rumunia
- Rimini, Włochy
- Aden, Jemen